# Legend of the Ancient Sword
Pour plus de détails, voir Fiche technique et Distribution.
Legend of the Ancient Sword (chinois 古剑奇谭之流月昭明, Gu jian qi tan zhi liu yue zhao ming)  est un film chinois réalisé par Renny Harlin, sorti en 2018. Il s'agit d'une adaptation cinématographique du jeu vidéo de rôle (RPG) GuJian2 (en) (Gu Jian Qi Tan 2) développé par Aurogon et publié par Gamebar,.

## Fiche technique
Sauf indication contraire, les informations mentionnées dans cette section peuvent être confirmées par la base de données cinématographiques IMDb,  présente dans la section « Liens externes ».
- Titre original : 古剑奇谭之流月昭明 Gu jian qi tan zhi liu yue zhao ming
- Titre anglophone international : Legend of the Ancient Sword
- Réalisation : Renny Harlin
- Scénario : Tan Guangyuan, d'après le jeu vidéo GuJian2 (en) (Gu Jian Qi Tan 2) développé par Aurogon et publié par Gamebar
- Décors : Sai-Wan Lau
- Costumes : Sai-Wan Lau
- Musique : Lasse Enersen
- Production : Defu Jiang, Kailuo Liu, Yan Lu, Yang Lu, Xianming Meng, Nicolas Zhi Qi, YaNan Wang, Hai Yang, Ben Zhang et Haiyan Zhang
- Société de production : Alibaba Pictures
- Société de distribution : Alibaba Pictures (Chine)
- Budget : n/a
- Pays d'origine :  Chine
- Langue originale : mandarin
- Format : couleur - 2.39:1
- Genre : fantastique, aventures
- Durée : 105 minutes
- Dates de sortie[3] :
  -  Chine : 1er octobre 2018[4]
  -  Japon : 14 juillet 2019 (festival Qualite Fantastic Cinema Collection)

## Distribution
- Wang Leehom : Yue Wuyi
- Victoria Song : Wen Renyu
- Godfrey Gao : Xia Yize
- Karena Ng (en) : Ah Ruan
- Archie Kao : Xie Yi
- Julian Cheung : Chen Ye
- Liu Yan : Cang Ming
- Li Yan : Nu Nu
- Wu Jiacheng : Yue Wuyi, jeune

## Production
Le tournage a lieu de décembre 2016 à mars 2017.

## Accueil
En Chine, le film est un échec total au box-office, malgré une sortie pendant la semaine d'or du cinéma et une importante campagne promotionnelle dans tout le pays de la part du gouvernement. Il ne récolte que 1,25 million de dollars.  Le film fait alors l'objet de nombreuses blagues sur Internet en raison de cet échec cuisant.